# 老厂乡 (会泽县)
老厂乡，是中华人民共和国云南省曲靖市会泽县下辖的一个乡镇级行政单位。

## 行政区划
老厂乡下辖以下地区：
老厂村、茶花箐村、安家坪村、德所村、三岔村、卡龙村、尹武村、雅地窝村、拖基嘎村、田尾巴村、白沙村、播落卡村和白龙茂村。